# Meliola cookeana
Meliola cookeana är en svampart som beskrevs av Speg. 1881. Meliola cookeana ingår i släktet Meliola och familjen Meliolaceae.   Inga underarter finns listade i Catalogue of Life.